# 米哈伊尔·左琴科
米哈伊尔·米哈伊洛维奇·左琴科（羅馬化：Mikhail Mikhaylovich Zoshchenko；1894年8月10日—1958年7月22日），蘇聯諷刺作家，他对社会现象针砭时弊的讽刺让他在1920年代到1930年代廣受歡迎，但自1946年日丹诺夫批判后，作品不能出版，只能从事翻译工作。

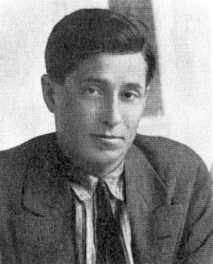
左琴科

## 生平

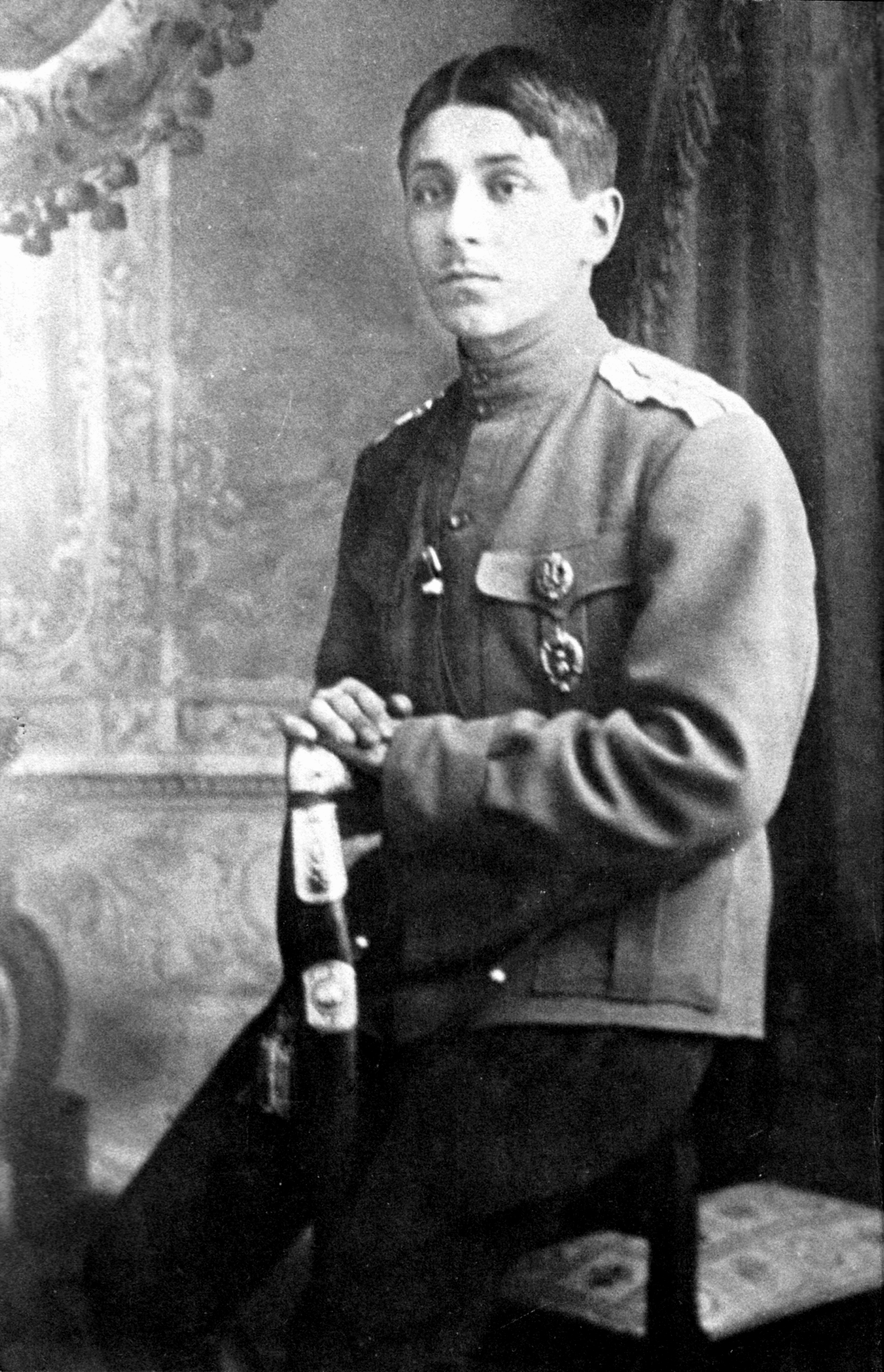
1918年的左琴科

左琴科生于俄罗斯帝国圣彼得堡。父亲是一位波尔塔瓦艺术家，曾为圣彼得堡的苏沃洛夫博物馆设计外表装饰。1904年起全家定居圣彼得堡。1913年中学毕业后，左琴科进入圣彼得堡国立大学读法律，但因为家境原因和被征入伍而未能毕业。在一战中他曾负伤并获得圣斯坦尼斯洛斯勋章和圣安娜勋章，1917年在毒气战中严重受伤，造成永久性损伤。复员后到圣彼得堡邮政局当负责人。1918年左琴科加入了红军。1919年曾参加保卫彼得格勒，抵抗尤登尼奇进攻的战斗，同年复员，从事过各种工作。
1920年左琴科开始写作。1921年发表了第一本书《蓝肚皮先生纳扎尔·伊里奇的故事》，小说讽刺了革命成功之后很多人身上的小市民习气，获得读者的欢迎。同年他加入了文学团体“谢拉皮翁兄弟”，和扎米亚京等人一起提倡摆脱政治的影响，坚持独立文学创作。之后左琴科继续保持辛辣的讽刺风格，创作了大量取材现实的讽刺作品，对新经济政策和工业化时期的很多不合理现象进行了批判，其创作于1930年的《米凯尔·辛亚金》影响最大。
30年代以后左琴科的创作发生变化，有些顺应了当时的政治要求，关注严肃的社会道德问题，宣传共产党的作用，比如1934年他发表的《一个人的故事》就描述一名小偷受到教育后重新走上积极向上的生活道路的过程，他也为儿童写过一系列有关列宁故事。而有些作品则保持了讽刺特色，比如他的《年轻的复员军人》（1933）和《一本蓝色的书》（1934-1935）。后者引起了马克西姆·高尔基的注意，称他把“幽默与抒情笔调运用得十分和谐”。法捷耶夫也将左琴科与肖洛霍夫、费定并提，认为他们是具有独特风格的优秀作家。1939年左琴科获得劳动红旗勋章。
二战伊始，左琴科被疏散到阿拉木图工作，创作了战争主题的剧本《布谷鸟与乌鸦》和电影小说《士兵的幸福》。1943年他回到莫斯科担任报纸编辑，开始创作中篇小说《日出之前》，这部小说带有半自传色彩，他试图通过西格蒙德·佛洛伊德和巴甫洛夫的理论来分析自己的抑郁心理和悲惨遭遇。1944-1946年他在剧院工作，他的两部戏剧曾上演，受到欢迎。
1946年8月，联共（布）中央发表《关于〈星〉与〈列宁格勒〉两杂志的决议》，日丹诺夫特别作了长篇报告，点名批判安娜·阿赫玛托娃和左琴科,认为左琴科的《猴子奇遇记》（1946）是一篇“野兽式地仇恨苏维埃制度的有毒作品”，导致左琴科被开除出作协，稿费被停，连食品供应证都吊销了。后来在法捷耶夫的帮助下，左琴科开始从事翻译工作勉强度日。赫鲁晓夫解冻时期，他的一些作品得以重新出版，左琴科的处境得到了一定的改善。

## 著作列表
- 《贵妇人》(1923)
- 《澡堂》（1924）
- 《新经济政策的怪现象》（1927）
- 《米凯尔·辛亚金》（1930）
- 《一个人的故事》（1934）
- 《一本蓝色的书》（1934-1935）
- 《克伦斯基》(1937)
- 《谢甫琴科》(1939)
- 《日出之前》（1943），因战争和受到批判第二部分无法出版，近三十年后的1972年才出版全本。
- 《猴子奇遇记》（1946）

## 中译本
- 《左琴科幽默讽刺作品集》 吕绍宗译 译林出版社 2004
- 《幸福的钥匙》（《日出之前》） 戴骢译 上海三联书店 2009
- 《日出之前》 戴骢译 百花文艺出版社 1997
- 《丁香花开》 吴村鸣译  漓江出版社 1984年
- 《女人不让男人死》 古农选编 敦煌文艺出版社 1991
- 《一本浅蓝色的书》 吴村鸣，刘敦健译 长江文艺出版社 1984